# Сєверка (Єкатеринбурзький міський округ)
Сє́верка (рос. Северка) — селище у складі Єкатеринбурзького міського округу Свердловської області.
Населення — 3516 осіб (2010, 3380 у 2002).
До 12 жовтня 2004 року селище мало статус селища міського типу.